# Владислав Толочко
Владислав Толочко (біл. Уладзіслаў Талочка; 18 лютого 1887, Гродно — 13 листопада 1942, Вільнюс) — білоруський релігійний та культурно-освітній діяч, культуролог, історик, літературознавець.

## Життєпис

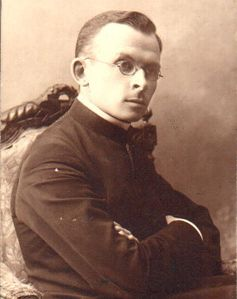
Владислав Толочко

У 1896–1904 — навчався в Гродненській гімназії.
З жовтня 1906 — семінарист Вільнюської католицької духовної семінарії.
У 1909 — висвячений на священника.
У 1909—1914 — вивчав теологію та філософію в Католицькому університеті Інсбрука (Австрія).
З 1914 — священник у Вільнюсі.
Одним із перших застосовував білоруську мову в проповідях.
Публікував релігійні статті у віленському журналі «Dwutygodnik Diecezjalny».
Підтримав видання білоруської католицької газети «Білорусь».
У 1915—1918 — один із ініціаторів та організаторів Вільнюського комітету допомоги жертвам війни, білоруського дитячого притулку «Золак».
Під час Першої світової війни викладав релігію в білоруських школах Вільнюса.
У 1916—1917 — викладач на курсах для неписьменних робітників.
Починаючи з 1917, у своєму прес-органі — газеті «Криниця» («Джерело») — статті про культурно-ренесансну та релігійну тематику.
Брав участь в організації та проведенні Білоруської конференції у Вільнюсі (1918), Білоруського конгресу у Вільнюсі та Гродно, був членом Литовської Таріби.
У міжвоєнний період Владислав був одним із провідних публіцистів журналу «Вільнюський огляд» Вільнюського краю «Przegląd Wileński». Співпрацював з німецькою, італійською, литовською, українською та польською пресою. За захист ідей екуменізму його прозвали «Східним агентством». З 1920-х зазнав переслідувань з боку польської світської та державної влади.
15 грудня 1938 депортований до Білостока як «ненадійна особа». На початку Другої світової війни повернувся до Вільнюса. Похований на кладовищі Роса у Вільнюсі.